# Adrianna Sułek-Schubert
Adrianna Sułek-Schubert (ur. 3 kwietnia 1999 w Bydgoszczy) – polska lekkoatletka specjalizująca się w wielobojach. Halowa wicemistrzyni świata (2022), wicemistrzyni Europy (2022), brązowa medalistka mistrzostw świata juniorów (2018), młodzieżowa mistrzyni Europy (2021) i wielokrotna mistrzyni Polski.

## Życiorys
Jest absolwentką XI Liceum Ogólnokształcącego Mistrzostwa Sportowego im. Bydgoskich Olimpijczyków w Bydgoszczy. Przygodę ze sportem zaczynała od siatkówki, grając w 2014 na pozycji środkowej w klubie KS Pałac Bydgoszcz. Potem zaczęła uprawiać lekkoatletykę w Zawiszy. Jej pierwszym trenerem był Wiesław Czapiewski. Adrianna Sułek jest żołnierzem Wojska Polskiego. 

### Kariera sportowa
W 2016 była czternasta na mistrzostwach Europy do lat 18 w Tbilisi. Rok później w kategorii juniorów zajęła siódme miejsce w czempionacie Starego Kontynentu. Rok 2018 przyniósł jej brązowy medal w mistrzostwach świata juniorów w Tampere. W 2021 została młodzieżową mistrzynią Europy, w tym roku wystartowała na igrzyskach olimpijskich w Tokio, na których zajęła 16. miejsce. Rok później została halową wicemistrzynią świata oraz zajęła 4. miejsce na światowym czempionacie w Eugene.
Sułek ma w dorobku siedem złotych medali mistrzostw Polski wśród seniorów: trzy na otwartym stadionie (Kraków 2019, Warszawa 2021 i Warszawa 2022) oraz cztery w hali (Toruń 2018, Toruń 2019, Toruń 2022, Toruń 2023), a także jest wielokrotną złotą medalistką w niższych kategoriach wiekowych.
18 marca 2022 roku zdobyła halowe wicemistrzostwo świata w pięcioboju z wynikiem 4851 pkt., bijąc dotychczasowy rekord Polski Urszuli Włodarczyk o 43 punkty. Zdobyła srebrny medal w pięcioboju w halowych mistrzostwach Europy w 2023 w Stambule, uzyskując wynik 5014 punktów, który nie tylko był nowym rekordem Polski, ale był lepszy od dotychczasowego rekordu świata.

## Życie prywatne
Od 13 sierpnia 2023 jej mężem jest były lekkoatleta, Kacper Schubert. W dniu 8 lutego 2024 urodziła syna - Leona.

## Osiągnięcia międzynarodowe
| Rok  | Impreza                               | Miejsce   | Konkurencja | Lokata      | Wynik     |
| ---- | ------------------------------------- | --------- | ----------- | ----------- | --------- |
| 2016 | Mistrzostwa Europy juniorów młodszych | Tbilisi   | siedmiobój  | 14. miejsce | 5282 pkt. |
| 2017 | Mistrzostwa Europy juniorów           | Grosseto  | siedmiobój  | 7. miejsce  | 5784 pkt. |
| 2018 | Mistrzostwa świata juniorów           | Tampere   | siedmiobój  | 3. miejsce  | 5939 pkt. |
| 2019 | Młodzieżowe mistrzostwa Europy        | Gävle     | siedmiobój  | 6. miejsce  | 5954 pkt. |
| 2021 | Igrzyska olimpijskie                  | Tokio     | siedmiobój  | 16. miejsce | 6164 pkt. |
| 2021 | Młodzieżowe mistrzostwa Europy        | Tallinn   | siedmiobój  | 1. miejsce  | 6305 pkt. |
| 2022 | Halowe mistrzostwa świata             | Belgrad   | pięciobój   | 2. miejsce  | 4851 pkt. |
| 2022 | Mistrzostwa świata                    | Eugene    | siedmiobój  | 4. miejsce  | 6672 pkt. |
| 2022 | Mistrzostwa Europy                    | Monachium | siedmiobój  | 2. miejsce  | 6532 pkt. |
| 2023 | Halowe mistrzostwa Europy             | Stambuł   | pięciobój   | 2. miejsce  | 5014 pkt. |
| 2024 | Igrzyska olimpijskie                  | Paryż     | siedmiobój  | 12. miejsce | 6226 pkt. |

## Rekordy życiowe
| Konkurencja                     | Wynik     | Miejsce                     | Rok                                         | Uwagi                                                      |
| ------------------------------- | --------- | --------------------------- | ------------------------------------------- | ---------------------------------------------------------- |
| Pięciobój (hala)                | 5014 pkt. | Stambuł                     | 2023-03-03                                  | rekord Polski, 2. wynik w historii światowej lekkoatletyki |
| Siedmiobój                      | 6672 pkt. | Eugene                      | 2022-07-18                                  | rekord Polski                                              |
| Stadion                         |           |                             |                                             |                                                            |
| Bieg na 100 metrów              | 11,84     | Bydgoszcz                   | 2017-05-13                                  |                                                            |
| Bieg na 200 metrów              | 23,77     | Eugene                      | 2022-07-17                                  |                                                            |
| Bieg na 400 metrów              | 55,81     | Ostróda                     | 2017-09-23                                  |                                                            |
| Bieg na 800 metrów              | 2:07.18   | Eugene                      | 2022-07-18                                  |                                                            |
| Bieg na 100 metrów przez płotki | 13,08     | Warszawa                    | 2022-06-18                                  |                                                            |
| Pchnięcie kulą 4 kg             | 14,42 m   | Götzis                      | 2022-08-17                                  |                                                            |
| Pchnięcie kulą 3 kg             | 13,51 m   | Tbilisi                     | 2016-07-14                                  |                                                            |
| Rzut oszczepem 600              | 42,86 m   | Monachium                   | 2022-08-18                                  |                                                            |
| Rzut oszczepem 500              | 43,29 m   | Wrocław                     | 2016-08-05                                  |                                                            |
| Skok wzwyż                      | 1,92 m    | Götzis                      | 2022-05-28                                  |                                                            |
| Skok w dal                      | 6,55 m    | Monachium                   | 2022-08-18                                  |                                                            |
| Hala                            |           |                             |                                             |                                                            |
| Bieg na 60 metrów               | 8,41      | Grudziądz                   | 2014-01-04                                  |                                                            |
| Bieg na 200 metrów              | 25,58     | Toruń                       | 2016-01-08                                  |                                                            |
| Bieg na 300 metrów              | 40,92     | Toruń                       | 2015-02-14                                  |                                                            |
| Bieg na 600 metrów              | 1:52,88   | Grudziądz                   | 2013-02-20                                  |                                                            |
| Bieg na 800 metrów              | 2:07,17   | Stambuł                     | 2023-03-03                                  |                                                            |
| Bieg na 60 metrów przez płotki  | 8,21      | Stambuł                     | 2023-03-03                                  |                                                            |
| Pchnięcie kulą 4 kg             | 13,89 m   | Stambuł                     | 2023-03-03                                  |                                                            |
| Pchnięcie kulą 3 kg             | 13,20 m   | Spała                       | 2016-02-12                                  |                                                            |
| Skok wzwyż                      | 1,89      | Toruń Belgrad Toruń Stambuł | 2022-03-05 2022-03-18 2023-02-18 2023-03-03 |                                                            |
| Skok w dal                      | 6,62 m    | Stambuł                     | 2023-03-03                                  |                                                            |

Źródło: Statystyki PZLA